# Дарлінгтон (округ, Південна Кароліна)
Шаблон:StateAbbr_ 34°20′ пн. ш. 79°58′ зх. д. / 34.33° пн. ш. 79.96° зх. д.
Округ Дарлінгтон (англ. Darlington County) — округ (графство) у штаті Південна Кароліна, США. Ідентифікатор округу 45031.

## Історія
Округ утворений 1785 року.

## Демографія
За даними перепису
2000 року
загальне населення округу становило 67394 осіб, зокрема міського населення було 30040, а сільського — 37354.
Серед мешканців округу чоловіків було 31881, а жінок — 35513. В окрузі було 25793 домогосподарства, 18444 родин, які мешкали в 28942 будинках.
Середній розмір родини становив 3,07.
Віковий розподіл населення поданий у таблиці:
| Стать    | До 15 років | 15-21 | 22-29 | 30-39 | 40-49 | 50-65 | 65-85 | Понад 85 |
| -------- | ----------- | ----- | ----- | ----- | ----- | ----- | ----- | -------- |
| Чоловіки | 7688        | 3163  | 3229  | 4461  | 4835  | 5376  | 2921  | 208      |
| Жінки    | 7233        | 3190  | 3763  | 4873  | 5516  | 5909  | 4394  | 635      |

## Суміжні округи
- Марльборо — північний схід
- Флоренс — південний схід
- Лі — південний захід
- Кершо — захід
- Честерфілд — північний захід

## Виноски
1. ↑  U.S. Decennial Census. United States Census Bureau. Архів оригіналу за 26 квітня 2015. Процитовано 17 березня 2015.
2. ↑  Historical Census Browser. University of Virginia Library. Архів оригіналу за 11 серпня 2012. Процитовано 17 березня 2015.
3. ↑  Forstall, Richard L., ред. (27 березня 1995). Population of Counties by Decennial Census: 1900 to 1990. United States Census Bureau. Архів оригіналу за 2 лютого 2015. Процитовано 17 березня 2015.
4. ↑  Census 2000 PHC-T-4. Ranking Tables for Counties: 1990 and 2000 (PDF). United States Census Bureau. 2 квітня 2001. Архів оригіналу (PDF) за 18 грудня 2014. Процитовано 17 березня 2015.
5. ↑  State & County QuickFacts. United States Census Bureau. Архів оригіналу за 6 червня 2011. Процитовано 23 листопада 2013.
6. ↑  American FactFinder. Бюро перепису населення США. Архів оригіналу за 21 травня 2008. Процитовано 31 січня 2008.

| США | Це незавершена стаття з географії США. Ви можете допомогти проєкту, виправивши або дописавши її. |